# Цвайбрюкен
Цвайбрюкен (на немски: Zweibrücken; на френски: Deux-Ponts; на латински: Bipontum, на пфалцски: Zweebrigge) е град в Райнланд-Пфалц, Германия. Той е най-малкият свободен окръжен град на Германия. Има площ от 70,65 км² и 33 807 жители (31 декември 2011).
Намира се на границата със Саарланд и на 40 км от град Саарбрюкен. За пръв път е споменат в документ между 1174 и 1179 г. От 1182 г. е столица на едноименно графство (от средата на 15 век – херцогство).